# City Streets
City Streets —título original, en inglés, traducido como Calles de la ciudad (en Argentina) o Las calles de la ciudad (en España)— es una película estadounidense del cine negro de la época pre-code, dirigida por Rouben Mamoulian en 1931. El guion se basa en un relato de Dashiell Hammett. Además de la dirección innovadora, destaca la cinematografía del director de fotografía Lee Garmes. Los principales actores son: Gary Cooper, Sylvia Sidney y Paul Lukas.
Se trata de una película de gánsteres, pero algo alejada de los arquetipos que aparecen en otras películas, como El pequeño César / Hampa dorada (Little Caesar, 1931) o El enemigo público (The Public Enemy, 1931) —ambas realizadas por Warner Bros.— que marcaron el inicio de este género cinematográfico. El héroe se gana la vida como empleado en un puesto de feria, sin mayor ambición; cuando encarcelan a su novia se siente obligado a ganar dinero como sea para liberarla.

## Argumento
Nan Cooley (Sylvia Sidney), que vive con su mafioso padrastro Pop Cooley (Guy Kibbee), está locamente enamorada de The Kid (Gary Cooper), «un chico» que está empleado en una galería de tiro, una atracción de feria donde, algunas veces, exhibe su puntería con el revolver. Cooley trata, en vano, de convencerle para que se una a la pandilla de su padrastro, como extorsionista, y gane dinero suficiente para mantenerla con el nivel de vida al que está acostumbrada. Un día, su padrastro dispara a muerte a Blackie (Stanley Fields), miembro de cierta importancia dentro de la banda, a instancia del jefe «Big Fellow» Maskal (Paul Lukas), ya que Blackie se interponía entre su novia Aggie (Wynne Gibson) y Maskal.
Después de matar a Blackie, Pop pasa el arma a Nan que queda, así, implicada en el asesinato. Ingenuamente, Nan asume la culpa del asesinato, pensando que gracias a la mafia conseguirá salir absuelta del juicio; pero acaba condenada y encarcelada. Pop Cooley intenta convencer a Kid para que se una a la pandilla y gane dinero suficiente para sacar a Nan de la prisión. Sin embargo, Nan cambia de opinión dentro de la cárcel por un incidente con Esther March (Barbara Leonard), la novia de otro gánster. Cuando Kid la visita con un elegante abrigo con cuello de piel, se queda horrorizada de que se haya unido a la banda de Pop. Después de cumplir su condena, Nan sale de la cárcel y no quiere tener nada que ver con la mafia. Intenta sacar a Kid de ese mundo, pero no lo consigue.
Para Nan, las cosas van de mal en peor. Encuentra a su padrastro sin una pizca de arrepentimiento y con una mujer libertina, Pansy (Betty Sinclair), que sólo busca el dinero. El mujeriego Maskal rápidamente queda prendado de Nan, le organiza una fiesta de bienvenida y la obliga a bailar con él toda la velada. Cuando por fin Kid reclama un baile con su novia, Maskal lo amenaza y envía sus matones tras él, pero Kid consigue desarmarlos y vuelve para buscar a Maskal.
Pensando que la vida de su amado Kid peligra si se enfrenta a Maskal, Nan advierte a este último por teléfono y se ofrece como moneda de cambio por la vida de Kid. Aggie, ahora la amante despechada de Maskal, le dispara con el arma de Nan, que es acusada de asesinato. Kid se impone como jefe de la mafia y escapa en automóvil con Nan y tres hombres de Maskal decididos a matarlos. Después de una vertiginosa carrera, Nan desarma a los gánsteres y Kid se despide de ellos y del tráfico ilegal de cerveza.

## Reparto
- Gary Cooper ... «The Kid» (El Chico)
- Sylvia Sidney ... Nan Cooley
- Paul Lukas ... «Big Fellow» Maskal
- William 'Stage' Boyd[a] ... McCoy
- Wynne Gibson ... Aggie
- Guy Kibbee ... Pop Cooley
- Stanley Fields ... Blackie
- Betty Sinclair ... Pansy
- Robert Homans ... inspector de policía
- Barbara Leonard ,,, Esther March

## Producción
Las calles de la ciudad se rodó en los estudios de la Paramount en Astoria, Nueva York.
Con esta película Sylvia Sidney, que entonces tenía 20 años, fue lanzada al estrellato cinematográfico. Paramount contrató a Sidney para sustituir a Clara Bow que en esos momentos estaba envuelta en varios escándalos.

## Premios  y nominaciones
El National Board of Review of Motion Pictures, NBR (Consejo Nacional de Crítica de Cine), incluyó Las calles de la ciudad entre las 10 películas más destacadas del año 1931.
En 2008, el American Film Institute, AFI (Instituto Estadounidense del Cine), nominó esta película para su lista de diez mejores películas estadounidenses de gánsteres.